# Haroon Rahim
Haroon Rahim, né le 12 novembre 1949 à Lahore, est un joueur de tennis pakistanais, professionnel entre 1971 et 1977.
Meilleur joueur pakistanais de l'ère Open jusqu'à l'arrivée d'Aisam Qureshi dans les années 2000, ainsi que l'un des meilleurs asiatique en son temps, il a remporté deux titres en simple sur le circuit professionnel et six en double.

## Biographie
Fils d'un riche ingénieur civil de Lahore, Haroon Rahim est champion national de tennis dès l'âge de 15 ans. Quatre de ses frères et sœurs ont aussi remporté ce tournoi. Son père l'envoie aux États-Unis pour étudier. Il y obtient ses premières performances significatives en étant finaliste du championnat national amateur sur terre battue contre Roscoe Tanner, puis en remportant la semaine suivante l'épreuve sur gazon face à l'Australien John Gardner. Capitaine de l'équipe universitaire des Bruins de l'UCLA où il côtoie notamment Jimmy Connors, il devient champion NCAA en double avec Jeff Borowiak en 1971. Passé professionnel en juillet de la même année, il signe une victoire sur le vétéran Pancho Gonzalez à Toronto. En 1972, il connait une année prolifique en disputant quatre finales en simple et en remportant deux en double avec Jimmy Connors. Il fréquente alors l'US Indoor Circuit puis le WCT pendant quatre saisons avec pour principal résultat une demi-finale à Washington en 1975. En 1976, il s'impose en simple sur deux épreuves mineures à Cleveland et Little Rock et se distingue par des victoires sur Vitas Gerulaitis (16e) et Harold Solomon (9e). Une blessure à la cheville le contraint à mettre un terme à sa carrière en mars 1977.
Dans les tournois du Grand Chelem, il fait sa première apparition lorsqu'il se qualifie pour le tournoi de Wimbledon en 1968 où il est battu au premier tour en cinq sets par Daniel Contet. Il enregistre pour meilleure performance un 3e tour à l'US Open 1971 où il est également quart de finaliste en double avec Jeff Borowiak. En 1975, il mène deux manches à zéro face au 10e mondial Tom Okker à Wimbledon et sert même pour le match à 6-5 dans le 3e set avant de s'incliner (8-9, 4-6, 9-7, 6-3, 6-0). Rahim compte par ailleurs quatre sélections en équipe du Pakistan de Coupe Davis. Il honore sa première sélection face au Vietnam à seulement 15 ans. Il a disputé trois autres rencontres entre 1970 et 1974.
En 1978, il épouse une citoyenne américaine mais l'union est désapprouvée par sa famille. Son opération à la cheville est un échec et l'empêche de reprendre sa carrière. Marqué par le mort de son frère dans des circonstances mystérieuses, il tombe dans une dépression puis coupe le contact avec son entourage. Ayant par la suite changé de nom et d'apparence, il aurait rejoint la secte du gourou Osho en Californie, puis au début des années 1990 en Inde en passant par le Népal. Il a depuis disparu.

## Palmarès

### Titres en simple messieurs
| No | Date       | Nom et lieu du tournoi                     | Catégorie | Dotation | Surface         | Finaliste      | Score    |  |
| -- | ---------- | ------------------------------------------ | --------- | -------- | --------------- | -------------- | -------- |  |
| 1  | 26-01-1976 | National Tennis Foundation Open, Cleveland |           | 15 000 $ | Moquette (int.) | Alex Metreveli | 6-4, 6-4 |  |
| 2  | 01-03-1976 | Arkansas International, Little Rock        |           | 35 000 $ | Dur (int.)      | Colin Dibley   | 6-4, 7-5 |  |

### Finales en simple messieurs
| No | Date       | Nom et lieu du tournoi                 | Catégorie | Dotation | Surface         | Vainqueur       | Score                   |  |
| -- | ---------- | -------------------------------------- | --------- | -------- | --------------- | --------------- | ----------------------- |  |
| 1  | 26-10-1970 | Sugar Bowl, La Nouvelle-Orléans        |           | 10 000 $ | Moquette (int.) | Erik van Dillen | 6-1, 6-1                |  |
| 2  | 24-01-1972 | St. Luke's Hospital Indoors, Cleveland |           | 7 500 $  | Dur (int.)      | Vladimir Zednik | 7-6, 6-7, 4-6, 6-2, 6-3 |  |
| 3  | 13-03-1972 | Altamira International, Caracas        |           | NC $     | Dur (ext.)      | Manuel Orantes  | 6-4, 7-5, 6-4           |  |
| 4  | 05-05-1972 | Glenwood Manor, Kansas City            |           | 11 000 $ | Dur (ext.)      | Alex Olmedo     | 6-2, 5-7, 7-6           |  |
| 5  | 10-06-1972 | Midland Pros, Midland                  | WCT       | 9 500 $  | Dur (ext.)      | Brian Fairlie   | 7-5, 6-3, 7-6           |  |
| 6  | 31-03-1975 | Washington Indoors, Washington         |           | 10 000 $ | Moquette (int.) | Alex Metreveli  | 6-3, 7-5                |  |
| 7  | 31-01-1977 | Arkansas International, Little Rock    |           | 50 000 $ | Dur (int.)      | Sandy Mayer     | 6-2, 6-4                |  |

### Titres en double messieurs
| No | Date       | Nom et lieu du tournoi                   | Catégorie | Dotation  | Surface         | Partenaire      | Finalistes                       | Score         |  |
| -- | ---------- | ---------------------------------------- | --------- | --------- | --------------- | --------------- | -------------------------------- | ------------- |  |
| 1  | 07-01-1972 | Baltimore International Indoor Baltimore |           | 7 500 $   | Moquette (int.) | Jimmy Connors   | Pierre Barthès Clark Graebner    | 6–3, 3–6, 6–3 |  |
| 2  | 21-01-1972 | Roanoke Indoor Roanoke                   |           | 7 500 $   | Moquette (int.) | Jimmy Connors   | Vladimír Zedník Ian Crookenden   | 6-4, 3-6, 6-3 |  |
| 3  | 04-05-1973 | Glenwood Manor Kansas City               |           | 15 000 $  | Dur (ext.)      | Jeff Borowiak   | Charlie Pasarell Frank Froehling | 6-3, 7-5      |  |
| 4  | 18-11-1974 | Oslo International Oslo                  |           | 25 000 $  | Dur (int.)      | Karl Meiler     | Jeff Borowiak Vitas Gerulaitis   | 6-3, 6-2      |  |
| 5  | 04-08-1975 | Volvo International North Conway         |           | 100 000 $ | Terre (ext.)    | Erik van Dillen | John Alexander Phil Dent         | 7-6, 7-6      |  |
| 6  | 31-01-1977 | Arkansas International Little Rock       |           | 50 000 $  | Dur (int.)      | Colin Dibley    | Bob Hewitt Frew McMillan         | 6-7, 6-3, 6-3 |  |

### Finales en double messieurs
| No | Date       | Nom et lieu du tournoi             | Catégorie  | Dotation | Surface         | Vainqueurs                   | Partenaire    | Score         |  |
| -- | ---------- | ---------------------------------- | ---------- | -------- | --------------- | ---------------------------- | ------------- | ------------- |  |
| 1  | 09-02-1971 | Clean Air Classic New York         |            | 30 000 $ | Moquette (int.) | Juan Gisbert Manuel Orantes  | Jimmy Connors | 7-6, 6-2      |  |
| 2  | 29-09-1975 | Island Holidays Classic Maui       | Grand Prix | 50 000 $ | Dur (ext.)      | Fred McNair Sherwood Stewart | Jeff Borowiak | 3-6, 7-6, 6-3 |  |
| 3  | 01-03-1976 | Arkansas International Little Rock |            | 35 000 $ | Dur (int.)      | Syd Ball Ray Ruffels         | Victor Pecci  | 6-3, 6-7, 6-3 |  |

## Parcours dans les tournois duGrand Chelem

### En simple
| Année | Open d'Australie | Open d'Australie | Internationaux de France | Internationaux de France | Wimbledon       | Wimbledon       | US Open         | US Open        |
| ----- | ---------------- | ---------------- | ------------------------ | ------------------------ | --------------- | --------------- | --------------- | -------------- |
| 1968  | —                | —                | —                        | —                        | 1er tour (1/64) | Daniel Contet   | 2e tour (1/32)  | Paul Hutchins  |
| 1969  | —                | —                | —                        | —                        | —               | —               | —               | —              |
| 1970  | —                | —                | —                        | —                        | —               | —               | 2e tour (1/32)  | Gene Scott     |
| 1971  | —                | —                | —                        | —                        | —               | —               | 3e tour (1/16)  | John Alexander |
| 1972  | —                | —                | 2e tour (1/32)           | Ray Moore                | —               | —               | 1er tour (1/64) | Arthur Ashe    |
| 1973  | —                | —                | —                        | —                        | —               | —               | 1er tour (1/64) | B. Seewagen    |
| 1974  | —                | —                | —                        | —                        | —               | —               | 1er tour (1/64) | John Lloyd     |
| 1975  | —                | —                | 2e tour (1/32)           | John Alexander           | 2e tour (1/32)  | Tom Okker       | —               | —              |
| 1976  | —                | —                | —                        | —                        | 2e tour (1/32)  | Guillermo Vilas | —               | —              |

N.B. : à droite du résultat se trouve le nom de l'ultime adversaire.

### En double
| Année | Open d'Australie | Open d'Australie | Internationaux de France   | Internationaux de France  | Wimbledon                 | Wimbledon               | US Open                     | US Open                    |
| ----- | ---------------- | ---------------- | -------------------------- | ------------------------- | ------------------------- | ----------------------- | --------------------------- | -------------------------- |
| 1968  | —                | —                | —                          | —                         | —                         | —                       | 2e tour (1/16) R. Russell   | C. Graebner C. Pasarell    |
| 1969  | —                | —                | —                          | —                         | —                         | —                       | —                           | —                          |
| 1970  | —                | —                | —                          | —                         | —                         | —                       | 2e tour (1/16) J. Borowiak  | J-B. Chanfreau J-L. Rouyer |
| 1971  | —                | —                | —                          | —                         | —                         | —                       | 1/4 de finale J. Borowiak   | Tom Okker Marty Riessen    |
| 1972  | —                | —                | 2e tour (1/16) C. Graebner | A. Panatta A. Pietrangeli | —                         | —                       | 1er tour (1/32) J. Borowiak | M. Anderson C. Graebner    |
| 1973  | —                | —                | —                          | —                         | —                         | —                       | —                           | —                          |
| 1974  | —                | —                | —                          | —                         | —                         | —                       | 2e tour (1/16) P. Gerken    | Dick Dell S. Stewart       |
| 1975  | —                | —                | —                          | —                         | 1er tour (1/32) P. Gerken | Björn Borg G. Vilas     | —                           | —                          |
| 1976  | —                | —                | —                          | —                         | 1/8 de finale J. Borowiak | B. Gottfried R. Ramírez | —                           | —                          |

N.B. : le nom du ou de la partenaire se trouve sous le résultat ; le nom des ultimes adversaires se trouve à droite.